# Тисауйфалу
Тисауйфалу (укр. Тисауйфалу) — село в Чопской городской общине Ужгородского района Закарпатской области Украины.
Население по переписи 2001 года составляло 277 человек. Почтовый индекс — 89461. Занимает площадь 0,04 км².